# Dorothee Schaab-Hanke
Dorothee Schaab-Hanke (* 8. Juni 1962 in Darmstadt) ist eine deutsche Sinologin.

## Leben
Von 1981 bis 1989 studierte sie Sinologie in Hamburg sowie zwischenzeitlich von 1983 bis 1984 als Stipendiatin des DAAD in Jinan. Nach der Magisterarbeit (Das Qincao: Beginn einer Ideologie?, 1988) verfasste sie ihre Promotionsschrift Die Entwicklung des höfischen Theaters in China zwischen dem 7. und 10. Jahrhundert und verteidigte diese im Jahr 1994. Im Anschluss an einen einjährigen Taiwan-Aufenthalt bekleidete sie von 1996 bis 2002 eine Stelle als wissenschaftliche Assistentin am Seminar für Sprache und Kultur Chinas an der Universität Hamburg. 2001 war sie für ein Semester Gastdozentin an der Nationaluniversität Taiwan in Taipei.
In den Jahren 2002 bis 2004 arbeitete Dorothee Schaab-Hanke an ihrer Habilitationsschrift zum Thema Die Macht des Schreibers (shi): Geschichtsschreibung und Exegese im Shiji. Nach der Habilitation im Jahr 2004 hat sie als Privatdozentin eine Reihe von Lehraufträgen angenommen, so beispielsweise 2008 an der Albert-Ludwigs-Universität in Freiburg, 2010 bis 2011 am Sinologischen Institut in Würzburg und ab 2018 am Institut für Geschichtswissenschaften und Europäische Ethnologie der Universität Bamberg.
Seit ihrer Hamburger Studienzeit befasst sie sich mit chinesischer Musik und vor allem mit der klassischen Griffbrettzither Guqin, zu der sie eine Reihe von Publikationen vorgelegt hat.
2007 gründete Schaab-Hanke mit ihrem Ehemann Martin Hanke den OSTASIEN Verlag. Seit 2015 ist sie Mitherausgeberin der Zeitschriften Journal of Asian History und ORIENTIERUNGEN, seit 2020 Herausgeberin (zuvor Mitherausgeberin) von minima sinica: Zeitschrift zum chinesischen Geist.

## Schriften (Auswahl)
- mit Hans Stumpfeldt: Qin und Gedichte. Programmheft. Hamburg 1997.
- Die Entwicklung des höfischen Theaters in China zwischen dem 7. und 10. Jahrhundert. Hamburg 2001, ISBN 3-935664-00-1.
- Des Opiumteufels böses Ende: Anti-Raucher-Verse aus dem kaiserlichen China. Gossenberger Chinahefte 2008, ISBN 978-3-940527-47-9.
- Der Geschichtsschreiber als Exeget. Facetten der frühen chinesischen Historiographie. Gossenberg 2010, ISBN 978-3-940527-36-3.
- Auf chinesischen Märkten. Bambuszweig-Lieder und Bilder zu den „360 Gewerben“. Gossenberg 2012, ISBN 978-3-940527-06-6.